# Reserva Natural de Tolkuse
A Reserva Natural de Tolkuse é uma reserva natural localizada no condado de Pärnu, na Estónia.
A área da reserva natural é de 810 hectares.
A área protegida foi fundada em 2007 para proteger os valiosos tipos de habitats e espécies ameaçadas em Ilvese e Kõveri (ambos localidades da antiga freguesia de Surju) e em Laiksaare (na antiga freguesia de Saarde).